# Hills, Iowa
Hills är en ort i Johnson County i Iowa. Vid 2010 års folkräkning hade Hills 703 invånare.